# Rue Sainte-Croix (Montpellier)
Pour les articles homonymes, voir Rue Sainte-Croix.
La rue Sainte-Croix est une voie de la commune de Montpellier, dans le département de l'Hérault en région Occitanie. 

## Situation et accès
La rue est connue pour longer la place de la Canourgue. 

## Origine du nom
Le nom de cette rue vient de l'église Sainte-Croix, chapelle castrale du deuxième château des Guilhem, seigneurs de Montpellier, qui s'élevait en cet endroit avant qu'une révolte de ses sujets n'obligeât Guilhem VI à l'abandonner pour en construire un autre, proche de l'emplacement de l'actuel Palais de Justice. L'église devint, par la suite, propriété des chanoines de la cathédrale et fut détruite par les protestants en 1621.

## Bâtiments remarquables et lieux de mémoire
- Hôtel de Cambacérès-Murles